# Hippasos von Metapont
Hippasos von Metapont (griechisch Ἵππασος Híppasos) war ein griechischer Mathematiker, Musiktheoretiker und Philosoph aus dem Kreis der Pythagoreer. Er lebte im späten 6. und frühen 5. Jahrhundert v. Chr. in Unteritalien und gehört zu den bekanntesten Pythagoreern der Frühzeit. Ihm werden drei Entdeckungen zugeschrieben: die Konstruktion des einer Kugel einbeschriebenen Dodekaeders, die Entdeckung der Inkommensurabilität und die Bestimmung der Zahlenverhältnisse der Grundkonsonanzen durch Klangexperimente.

## Leben
Hippasos stammte aus Metapont (heute Metaponto in der Basilikata, Unteritalien). Diese Stadt, in der Pythagoras seine letzten Lebensjahre verbrachte, war eines der wichtigsten Zentren der pythagoreischen Bewegung, der sich Hippasos anschloss.
Aus den Nachrichten, die der spätantike Philosoph Iamblichos überliefert, geht hervor, dass Hippasos bei der angeblichen, in der Forschung umstrittenen Spaltung der Pythagoreer in zwei Richtungen, die mathematisch-naturwissenschaftlich forschenden „Mathematiker“ und die nach überlieferten Verhaltensregeln lebenden „Akusmatiker“, eine Rolle gespielt haben soll. Die Angaben bei Iamblichos sind allerdings widersprüchlich: Er schreibt an mehreren Stellen, Hippasos sei Akusmatiker gewesen, und berichtet, er habe bei den Mathematikern als Begründer der akusmatischen Richtung gegolten; an anderen Stellen zählt er Hippasos zu den Mathematikern und teilt mit, die Akusmatiker hätten ihn für den Begründer der Mathematiker gehalten. Die ursprüngliche Überlieferung ist diejenige, welche Hippasos als Mathematiker bezeichnet.
Offenbar war Hippasos eine prominente, unter den Pythagoreern stark umstrittene Persönlichkeit. Einer in verschiedenen Versionen überlieferten Legende zufolge verriet er ein Geheimnis der Pythagoreer, wurde daraufhin aus deren Gemeinschaft ausgeschlossen und verunglückte später tödlich im Meer, was als göttliche Strafe gedeutet wurde. Die Legende ist in dieser Gestalt zwar unglaubhaft, aber sie spiegelt die beträchtlichen Spannungen, die mit seinem Auftreten zusammenhingen, und die Haltung gegnerischer Kreise, die ihm Verfälschung der pythagoreischen Lehrtradition vorwarfen.
Ein historischer Kern der Legende besteht darin, dass es tatsächlich unter den Pythagoreern zu einem Zerwürfnis kam und Hippasos dabei eine prominente Rolle spielte. Die Ursache des Konflikts lag aber nicht im Umgang mit mathematischen Erkenntnissen, sondern in dem politischen Gegensatz zwischen revolutionären Demokraten und konservativen Kräften. Hippasos unterstützte eine demokratische Partei, während die Mehrheit der politisch konservativen Pythagoreer den führenden Geschlechtern nahestand und dadurch in einen Konflikt mit Volksrednern geriet. Auffallend ist die eigenständige Haltung, die Hippasos unter den Pythagoreern einnahm. Möglicherweise war er nur lose mit ihnen verbunden.

## Lehre
Aristoteles teilt mit, Hippasos habe das Feuer für den Grundstoff (archḗ) der Welt gehalten. Er soll auch die Seele für feurig gehalten haben. In antiken Quellen wird er öfter zusammen mit Heraklit genannt, in dessen Naturphilosophie das Feuer ebenfalls eine zentrale Rolle spielt. Hippasos lehrte, das Universum sei endlich und in ständiger Bewegung begriffen und sein Wandel vollziehe sich in einem festgelegten zeitlichen Rahmen.
Diogenes Laertios berichtet, dass Demetrios von Magnesia (ein Grammatiker des 1. Jahrhunderts v. Chr.) behauptete, Hippasos habe keine Schrift hinterlassen. Nach einer anderen, ebenfalls von Diogenes Laertios mitgeteilten Überlieferung hat Hippasos jedoch ein Werk mit dem Titel „Mystischer Logos“ verfasst, mit dem er Pythagoras verunglimpfen wollte. Diese Nachricht ist, auch falls sie nicht zutrifft, ein Indiz dafür, dass sich Hippasos gegen die Autorität des Schulgründers Pythagoras stellte oder dies ihm zumindest von seinen Gegnern unterstellt wurde.

## Die Inkommensurabilität

Quadrat

Ob Hippasos die Inkommensurabilität von Seite und Diagonale an einem Quadrat oder an einem regelmäßigen Fünfeck entdeckte, ist nicht überliefert. Im 4. Jahrhundert zeigte Platon in seinem Dialog Menon, dass das innere, quer liegende Quadrat, das von den kleinen Diagonalen begrenzt wird (Bild links), halb so groß ist wie das ganze Quadrat. Auf das Verhältnis von Seitenlänge und Diagonale ging er aber dabei nicht ein.
Ein geometrischer Beweis der Inkommensurabilität kann folgendermaßen am Fünfeck geführt werden:

Das Pentagramm, das Erkennungszeichen der Pythagoreer, ergibt durch Verbindung der Spitzen des Sterns ein Fünfeck.

Aufgabe ist es, für zwei Strecken ein gemeinsames Maß zu finden, also eine kleine Teilstrecke, von der beide Strecken ein ganzzahliges Vielfaches sind. Ein Verfahren, dieses Maß zu finden, ist die später nach Euklid benannte Wechselwegnahme: Man zieht die kleinere Strecke so oft von der größeren ab, bis es nicht mehr geht. Nun nimmt man den verbliebenen Rest und zieht diesen von der kleineren ab. Der neue Rest wird vom alten Rest abgezogen usw. Wenn man mit diesem Verfahren zu einem Ende kommt, weil kein Rest mehr bleibt, hat man die gesuchte Teilstrecke. Inkommensurabilität der Strecken ist bewiesen, wenn gezeigt werden kann, dass das unmöglich ist.
Im Fall des regelmäßigen Fünfecks geht es um die Frage, ob dessen Seite mit der Diagonalen ein gemeinsames Maß hat. Man zieht zunächst die Fünfeckseite (bzw. die gleich lange Strecke AC, Bild rechts) von einer Diagonalen (Strecke AD) ab; es ergibt sich ein Rest (Strecke CD). Dieser wird von der Seite abgezogen. Der neue Rest hat die Länge der Strecke BC. Hier stößt man wieder auf das Ausgangsstreckenverhältnis, weil die Strecke BC die Seite eines inneren Fünfecks ist und die Strecke CD genauso lang ist wie dessen kleine Diagonale CC'. Das kleinere Fünfeck ist geometrisch ähnlich zum Ausgangsfünfeck, weil es auch ein regelmäßiges Fünfeck ist. Man steht also wieder am Anfang, weil AD sich zu AC so verhält wie CD (oder CC') zu BC („Goldener Schnitt“). In geometrisch ähnlichen Figuren sind ja die Längenverhältnisse analoger Strecken gleich. Der Vorgang lässt sich somit unendlich oft wiederholen und führt immer zu einem kleineren Fünfeck. Man kann diesen Vorgang auch als unendlichen Kettenbruch darstellen. Also gibt es kein gemeinsames Maß.

## „Grundlagenkrise“
In antiken Quellen ist von einem Geheimnisverrat des Hippasos die Rede. Bei dem verratenen Geheimnis soll es sich entweder um den Dodekaeder oder um die Inkommensurabilität gehandelt haben. Es heißt, Hippasos habe seine Entdeckung veröffentlicht und sei daraufhin aus der Gemeinschaft der Pythagoreer ausgeschlossen worden. Später sei er im Meer ertrunken, was als göttliche Strafe für seinen Frevel gedeutet wurde.
In der älteren Forschung wurde als Hintergrund dieser Legende eine „Grundlagenkrise“ des Pythagoreismus vermutet. Man ging davon aus, dass Pythagoras behauptete, alle Phänomene seien als ganzzahlige Zahlenverhältnisse ausdrückbar und es könne keine Inkommensurabilität geben. Durch die Entdeckung des Hippasos sei somit die Grundlage des Pythagoreismus widerlegt worden, und dies hätten die Pythagoreer ihm verübelt.
Von dieser Deutung ist die Forschung jedoch abgekommen. Walter Burkert und Leonid Zhmud – die ansonsten völlig konträre Positionen vertreten – stimmen darin überein, dass es keinen überzeugenden Beleg für die Behauptung gibt, Pythagoras habe sich dogmatisch auf ein Weltbild festgelegt, das jede Inkommensurabilität prinzipiell ausschloss. Es gibt auch kein Anzeichen dafür, dass die Entdeckung der Inkommensurabilität als Skandal empfunden wurde und philosophisch ein Problem darstellte; vielmehr galt sie als glänzende Leistung der Pythagoreer. Eine wesentliche Rolle spielte bei der Entstehung der Legende vom Geheimnisverrat wahrscheinlich der Umstand, dass das griechische Wort árrhētos (wörtlich „unsagbar“), das in der Mathematik die Bedeutung „irrational“ hatte, doppeldeutig war; „unsagbar“ konnte auch „geheim“ bedeuten, und in diesem Sinn wurde das Wort außerhalb der Mathematik für religiöse Geheimlehren (Mysterien) verwendet. Somit entstand die Vorstellung, die Irrationalität sei ein Geheimnis gewesen, wohl aus einem Missverständnis.

## Musiktheorie
Eines der wichtigsten Interessengebiete der Pythagoreer war die Musiktheorie, speziell die Frage, wie die harmonischen Intervalle sich mathematisch ausdrücken lassen. Hippasos wird ein Experiment zugeschrieben, in welchem er mit vier Bronzescheiben von gleichem Durchmesser und unterschiedlicher Dicke Intervalle erzeugte und so zeigte, dass die Grundkonsonanzen durch Zahlenverhältnisse ausgedrückt werden können. Die Dicken der vier Scheiben verhielten sich wie 1 : 1⅓ : 1½ : 2.
Nach Angaben des spätantiken Gelehrten Boethius haben Hippasos und Eubulides, ein anderer Pythagoreer, den bereits bekannten drei symphonen Intervallen zwei weitere hinzugefügt, die Doppeloktave und die Duodezime.

## Belege
1. ↑  Zur Datierung siehe Bartel Leendert van der Waerden: Die Pythagoreer, Zürich 1979, S. 74–77; Leonid Zhmud: Wissenschaft, Philosophie und Religion im frühen Pythagoreismus, Berlin 1997, S. 71f. Für Frühdatierung (Geburt um 560–555) plädiert Maria Luisa Silvestre: Il mistero di Ippaso. In: Marisa Tortorelli Ghidini u. a. (Hrsg.): Tra Orfeo e Pitagora, Napoli 2000, S. 413–432, hier: 421f.
2. ↑  Dies bezeugen Aristoteles, Metaphysik 984a7 und Diogenes Laertios 8,84. Ihre Angabe trifft nach heutigem Forschungsstand zu. Eine von Iamblichos mitgeteilte abweichende Überlieferung, wonach Hippasos’ Heimatstadt Kroton (Crotone) war, ist nicht glaubwürdig.
3. ↑  Siehe dazu Walter Burkert: Weisheit und Wissenschaft, Nürnberg 1962, S. 188f.; Bartel Leendert van der Waerden: Die Pythagoreer, Zürich 1979, S. 67f.; Bruno Centrone: Hippasos de Métaponte. In: Richard Goulet (Hrsg.): Dictionnaire des philosophes antiques, Bd. 3, Paris 2000, S. 753–755, hier: 753f.
4. ↑  Bartel Leendert van der Waerden: Die Pythagoreer, Zürich 1979, S. 209f.; Maria Luisa Silvestre: Il mistero di Ippaso. In: Marisa Tortorelli Ghidini u. a. (Hrsg.): Tra Orfeo e Pitagora, Napoli 2000, S. 413–432, hier: 415–429.
5. ↑  Aristoteles, Metaphysik 984a7.
6. ↑  Diogenes Laertios 8,84 und 8,7.
7. ↑  Siehe Leonid Zhmud: Wissenschaft, Philosophie und Religion im frühen Pythagoreismus, Berlin 1997, S. 174f. (argumentiert für das Quadrat) und Kurt von Fritz: Grundprobleme der Geschichte der antiken Wissenschaft, Berlin 1971, S. 564–569 (plädiert für das Fünfeck).
8. ↑  Bartel Leendert van der Waerden: Die Pythagoreer, Zürich 1979, S. 71f.; Leonid Zhmud: Wissenschaft, Philosophie und Religion im frühen Pythagoreismus, Berlin 1997, S. 171.
9. ↑  Die Hypothese einer Grundlagenkrise verwerfen u. a. David H. Fowler: The Mathematics of Plato’s Academy, Oxford 1987, S. 302–308 und Hans-Joachim Waschkies: Anfänge der Arithmetik im Alten Orient und bei den Griechen, Amsterdam 1989, S. 311 und Anm. 23.
10. ↑  Leonid Zhmud: Wissenschaft, Philosophie und Religion im frühen Pythagoreismus, Berlin 1997, S. 173–175; Walter Burkert: Weisheit und Wissenschaft, Nürnberg 1962, S. 431–440; zustimmend äußerte sich Detlef Thiel: Die Philosophie des Xenokrates im Kontext der Alten Akademie, München 2006, S. 94 Anm. 65. Vgl. Gustav Junge: Von Hippasus bis Philolaus. Das Irrationale und die geometrischen Grundbegriffe. In: Classica et Mediaevalia 19, 1958, S. 41–72.
11. ↑  Bartel Leendert van der Waerden: Die Pythagoreer, Zürich 1979, S. 371f.; Walter Burkert: Weisheit und Wissenschaft, Nürnberg 1962, S. 355–357. Siehe auch zur Musiktheorie des Hippasos Assunta Izzo: Musica e numero da Ippaso ad Achita. In: Antonio Capizzi, Giovanni Casertano (Hrsg.): Forme del sapere nei presocratici, Rom 1987, S. 137–167, hier: 139ff.
12. ↑  Boethius, De institutione musica 2,19.

| Personendaten    | Personendaten                                  |
| ---------------- | ---------------------------------------------- |
| NAME             | Hippasos von Metapont                          |
| KURZBESCHREIBUNG | griechischer Mathematiker und Musiktheoretiker |
| GEBURTSDATUM     | 6. Jahrhundert v. Chr.                         |
| STERBEDATUM      | 5. Jahrhundert v. Chr.                         |